# Tlalchichilco, Veracruz
Tlalchichilco är en ort i Mexiko.   Den ligger i kommunen Tehuipango och delstaten Veracruz, i den sydöstra delen av landet, 240 km öster om huvudstaden Mexico City. Tlalchichilco ligger 2 299 meter över havet och antalet invånare är 425.
Terrängen runt Tlalchichilco är kuperad åt sydväst, men åt nordost är den bergig. Runt Tlalchichilco är det ganska tätbefolkat, med 144 invånare per kvadratkilometer. Närmaste större samhälle är Zongolica, 15,0 km norr om Tlalchichilco. I omgivningarna runt Tlalchichilco växer i huvudsak städsegrön lövskog.